# Tamasso
Tamasso (in greco: Ταμασσός, Τάμασος, Ταμοσίτης, Ταμύσιος; corrispondente forse alla città omerica di Τεμέση) era un'antica città posta nella parte centrale dell'isola Cipro, i cui resti si trovano su una collinetta a circa 20 km a sud ovest di Nicosia, sulla riva sinistra del fiume Pedieos, vicino al moderno villaggio di Politiko.

## Storia

### L'antica Tamasso

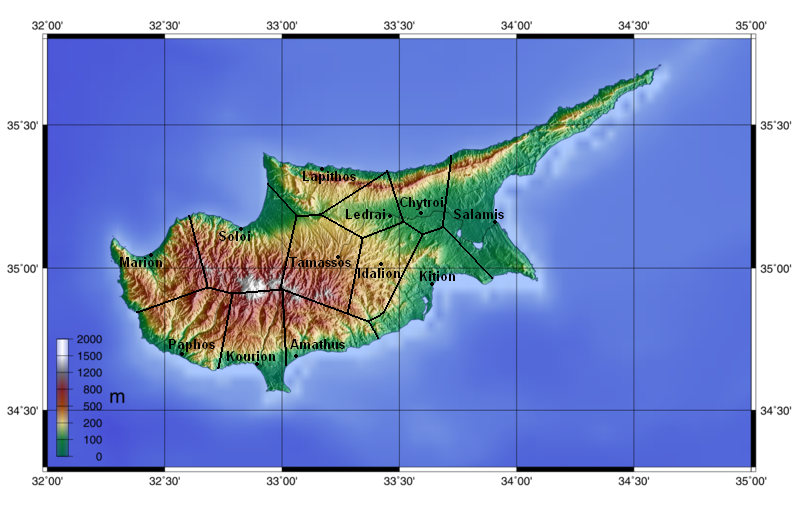
Le dieci città-stato di Cipro; Tamasso è in posizione centrale

Non è noto quando Tamasso sia stata fondata, e da chi. Si ritiene che la fondazione della città sia avvenuta intorno all'VIII secolo a.C. in una zona che era abitata fin dalla tarda età del bronzo. Nella prima metà del VII secolo era comunque diventata un'importante città-regno di Cipro. Dalla sua fondazione fino al periodo romano la città divenne notevolmente più ricca grazie allo sfruttamento delle risorse minerarie, soprattutto di rame, dei dintorni. Nella seconda metà del IV secolo Pasikypros, re di Tamasso, vendette la città a Poumiathon, re di Kition, e Tamasso quindi passò sotto il dominio fenicio. La dominazione dei Fenici non durò a lungo poiché Tamasso e le sue miniere furono concesse al regno di Salamina dove rimase fino alla soppressione definitiva dei regni di Cipro operata dai Tolomei nel 312-311 a.C. In seguito le miniere di rame delle vicinanze si esaurirono e l'economia di Tamasso, situata in un territorio fertile (ager Tamasenum), si fondò sull'agricoltura.

### La Temesa omerica
Nel primo libro I dell'Odissea, la dea Atena ha assunto sembianze di un navigante che si dirige a Temesa per acquistare rame in cambio di ferro: 
(Omero, Odissea, I, 180-184 - a destra, versione di Ippolito Pindemonte)
L'identificazione di questa Temesa con una località cipriota fu fatta già in età ellenistica per il riferimento al rame, metallo molto abbondante nell'isola di Cipro, e per assonanza. Nel I secolo, tuttavia, Strabone (63 a.C.-24 d.C.) fece intendere che la Temesa omerica potesse essere la città bruzia di Temesa:
(Strabone, Geografia VI, 1, 5)
L'evidenza geologica ha mostrato assenza di rame nel territorio calabrese (Strabone situava Temesa lungo la costa tirrenica; secondo la Tavola Peutingeriana Temesa si troverebbe circa 14 miglia romane a nord del Savuto, ossia in prossimità dell'odierna Serra d'Aiello.

### La diocesi di Tamasso
La città non ebbe un ruolo importante in età ellenistica né in quella romana, se si eccettua il fatto che vi venne istituita nei primi anni del Cristianesimo la sede vescovile per opera di San Barnaba nel corso del suo secondo viaggio a Cipro. Primo vescovo fu Eraclide, il quale nacque a Tamasso, accompagnò San Paolo e San Barnaba nel viaggio a Cipro, ed è considerato santo dalla chiesa ortodossa; la sua ricorrenza è fissata al 27 settembre, giorno in cui si celebra anche la festa del secondo vescovo, San Miro martire. Il vescovo Ticone prese parte al Primo Concilio di Costantinopoli  nel 381, e il vescovo Epafrodito al concilio di Calcedonia nel 451. Non è noto quando la diocesi fu soppressa. La diocesi di Tamasso è una sede titolare conferita dalla Santa Sede.

## Scavi

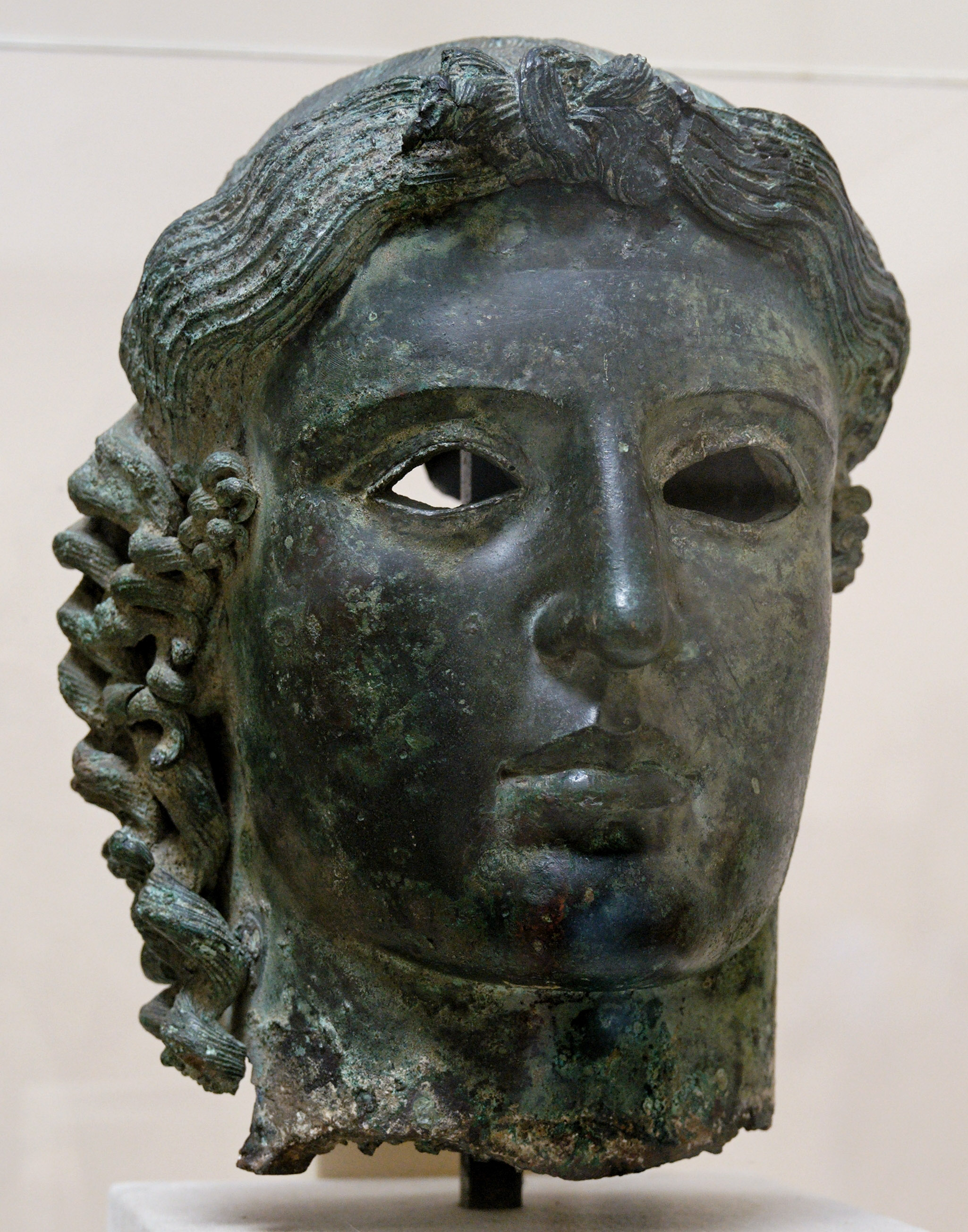
Apollo Chatsworth, bronzo scoperto a Tamasso (Londra, British Museum, GR 1958.4-18.1)

Gli scavi che portarono alla scoperta di Tamasso furono iniziati dall'archeologo tedesco Max Ohnefalsch-Richter nel 1889 e continuarono nel 1890 e nel 1894. Nel sito furono scoperte molte tombe della tarda età del bronzo e tre tombe reali del VI secolo a.C. di cui solo due sopravvivono oggi. Le pareti delle tombe sono decorate in modo tale che la loro costruzione assomiglia ad un edificio di legno con un frontone, una caratteristica che viene attribuita da alcuni archeologi a una certa influenza anatolica. Nel 1997 sono state trovate anche sei sculture in pietra, due sfingi e quattro leoni, conservate nel Museo di Cipro a Nicosia.